# Michael Coats
Michael Lloyd Coats (* 16. Januar 1946 in Sacramento, Bundesstaat Kalifornien, USA) ist ein ehemaliger US-amerikanischer Berufsastronaut und war zwischen Dezember 2005 und Dezember 2012 Direktor des Lyndon B. Johnson Space Centers der NASA.

## Ausbildung
Coats erhielt 1968 einen Bachelor von der United States Naval Academy, 1977 einen Master in Administration of Science and Technology von der George Washington University und 1979 einen Master in Luftfahrttechnik von der Naval Postgraduate School.

## Militärlaufbahn
1969 wurde Coats Marineflieger. Von August 1970 bis September 1972 war er als A-7E-Pilot auf dem Flugzeugträger Kitty Hawk stationiert und flog während dieser Zeit 315 Kampfeinsätze über Vietnam. Ab September 1972 arbeitete er als Pilotenausbilder in Kalifornien, bevor er im Dezember 1973 seine Ausbildung zum Testpiloten begann. Vor seiner Bewerbung bei der NASA arbeitete er als Testpilot und Pilotenausbilder.

## Astronautentätigkeit
Im Januar 1978 wurde Coats von der NASA als Astronautenanwärter ausgewählt. Er war Mitglied der Unterstützungsmannschaft für die Space-Shuttle-Mission STS-4 und Verbindungssprecher (CAPCOM) für die Missionen STS-4 und STS-5. Von Mai 1989 bis März 1990 war er Acting Chief des Astronautenbüros.

### STS-41-D
Coats war der Pilot der Raumfähre Discovery auf ihrem Jungfernflug am 30. August 1984. Außer dem Kommandanten waren er und die anderen vier Besatzungsmitglieder allesamt Weltraumneulinge. Während der sechstägigen Mission wurden die drei Satelliten SBS-D, SYNCOM IV-2 (auch bekannt als LEASAT 2) und Telstar 3-C ausgesetzt. Außerdem wurden das OAST-1-Solarzellenexperiment und das Experiment CFES-III zur Erforschung des Kristallwachstums durchgeführt. Daneben wurden auch Aufnahmen mit einer mitgeführten IMAX-Kamera gemacht. Mit dem Roboterarm des Shuttles mussten während der Mission gefährliche Eisplatten vom Orbiter entfernt werden.

### STS-61-H
Im Februar 1985 wurde Coats als Kommandant der Mission STS-61-H eingeteilt. Die für Juni 1986 geplante Columbia-Mission wurde nach der Challenger-Katastrophe abgesagt. Es hätte ein kommerzieller Kommunikationssatellit ausgesetzt werden sollen. Die Mannschaft hätte aus Michael Coats, John Blaha, Anna Fisher, James Buchli, Robert Springer, dem britischen Nutzlastspezialisten Nigel Wood und der indonesischen Nutzlastspezialistin Pratiwi Sudarmono bestanden.

### STS-29
Am 13. März 1989 flog Coats als Kommandant der Raumfähre Discovery ins All. Neben der Durchführung einer Vielzahl von Experimenten wurde bei dieser Mission der Kommunikationssatellit TDRS-4 ausgesetzt. Außerdem machten die Astronauten Aufnahmen mit einer handgeführten IMAX-Kamera.

### STS-39
Am 28. April 1991 startete Coats erneut als Kommandant der Raumfähre Discovery ins All. STS-39 war die erste nicht-geheime Shuttle Mission des US-Verteidigungsministeriums. Bei dieser Mission wurde lediglich das MPEC-Experiment als geheim eingestuft. Des Weiteren wurden die südlichen Polarlichter untersucht, verschiedene Experimente durchgeführt und mehrere kleine Satelliten ausgesetzt.

## Nach der NASA
Coats schied 1991 aus der NASA aus und arbeitete als Vizepräsident für den Luftfahrt- und Kommunikationsbereich für Loral Space Information Systems. Von 1996 bis 1998 war er Vizepräsident des zivilen Weltraumprogramms für Lockheed Martin. Danach war er bis 2005 Vizepräsident für den Bereich Advanced Space Transportation bei Lockheed Martin.

## Rückkehr zur NASA
Vom November 2005 bis Dezember 2012 war Coats zehnter Direktor des Johnson Space Centers.

## Privates
Michael Coats ist verheiratet und hat zwei Kinder.